# Club AT-X
Club AT-X（クラブエーティーエックス）は、アニメ専門チャンネルのアニメシアターX（AT-X）で放送されているアニメ・声優に関する情報番組・バラエティ番組である。

## 概要
2002年6月より放送開始。1999年より開始されたAT-X初の自社製作ミニ番組『DIAMOND TIME』が前身で、『DIAMOND TIME DX』と入れ替わりにスタートした。
主にAT-Xで放送されるテレビアニメ作品にまつわる情報紹介やその出演者・関係者を交えたインタビューやフリートーク、ゲームなどの企画の他、イベントのレポートなどで構成される。番組は基本的に隔週更新で、本放送の翌週は1週間前に放送されたもののリピート放送（再放送）である。また、6代目の『すずまお荘』までは基本的に2本撮りで収録されており、ゲストが2回（1か月間）連続で出演していた。
不定期に番組のリニューアルが行われており、司会者はリニューアルと同時に交代する。2代目の『櫻井探偵事務所』からは異なるサブタイトルが付いている。
スカパー!（プレミアムサービスを含む）では、毎月1回程度の頻度で契約者以外もチャンネルを視聴できる無料放送日が設定されているが、本番組は無料放送の対象外となっている（AT-Xでは、声優によるバラエティ番組の大半が無料放送の対象から外されている）。
2010年4月よりハイビジョン制作となった（一部のケーブルテレビなど、契約先の事業者がHD放送に対応していない場合は標準画質となる）。

## 日時
- 2012年9月まで
  - 本放送 - 第1・3日曜 22:00 - 22:30
  - 再放送 - 日曜 1:00 - 1:30（土曜深夜）、第2・第4日曜 22:00 - 22:30
- 2012年10月 - 2015年3月
  - 本放送 - 第1・3日曜 24:00 - 24:30（第2・4は再放送）
  - 再放送 - 日曜 0:00 - 0:30（土曜深夜）第2・第4月曜 0:00 - 0:30（日曜深夜）
- 2015年4月 - 2017年3月
  - 本放送 - 第1・3土曜 20:00 - 20:30（第2・4は再放送）
  - 再放送 - 火曜 12:00 - 12:30、金曜 4:00 - 4:30（木曜深夜）

- 2017年4月 - 2020年12月
  - 本放送 - 第1・3土曜 22:00 - 22:30（第2・4は再放送）
  - 再放送 - 火曜 14:00 - 14:30、金曜 6:00 - 6:30
- 2021年1月 - 2021年8月
  - 本放送 - 第1・3土曜 22:00 - 22:30（第2・4は再放送）
  - 再放送 - 水曜 4:00 - 4:30（火曜深夜）、土曜 7:00 - 7:30
- 2021年10月 -
  - 本放送 - 第1・3土曜 22:00 - 22:30（第2・4は再放送）
    - 隔月（2、4、6、8、10、12月）は23:00まで放送。

  - 再放送 - 水曜 4:00 - 4:30（火曜深夜）、土曜 7:00 - 7:30

## サブタイトル・司会者
AT-Xの公式ウェブサイト内の番組ページやEPGでは放送回数のナンバリングがなされているが、この数字は司会者の交代を伴うリニューアルが行われても、リセットされず通算されている。過去に特別編成があった関係で、放送月数×2が正確な放送回数とはならない。
各回に登場したゲストは、AT-Xの公式ウェブサイト内の番組ページを参照のこと。
| サブタイトル         | 開始 | 開始           | 終了 | 終了           | 月数   | 男性出演者                   | 女性出演者                 |
| -------------------- | ---- | -------------- | ---- | -------------- | ------ | ---------------------------- | -------------------------- |
| （なし）             | 00#1 | 2002年06月     |      |                | 31     | 矢尾一樹                     | 桂亜沙美                   |
| （なし）             |      |                |      | 福愛美         | 31     | 矢尾一樹                     |                            |
| （なし）             |      |                | 0#61 | 2004年12月     | 31     | 矢尾一樹                     | 浜田翔子                   |
| 櫻井探偵事務所       | 0#62 | 2005年01月     | 0#93 | 2006年03月25日 | 15     | 櫻井孝宏                     | 浜田翔子                   |
| AT-X学園             | 0#94 | 2006年04月21日 | #124 | 2007年07月13日 | 30     | 岸尾だいすけ                 | 神吉綾子                   |
| AT-X学園             | #125 | 2007年08月03日 | #126 | 2007年08月17日 | 30     | 岸尾だいすけ                 | （なし）                   |
| AT-X学園             | #127 | 2007年09月01日 | #152 | 2008年09月19日 | 30     | 岸尾だいすけ                 | 稲村優奈                   |
| だぶるあ〜る         | #153 | 2008年10月02日 | #230 | 2011年12月18日 | 39     | 小山力也                     | 田中理恵                   |
| しもがめ             | #231 | 2012年01月01日 | #308 | 2015年03月15日 | 39     | 下野紘                       | 大亀あすか                 |
| すずまお荘           | #309 | 2015年04月04日 | #378 | 2018年02月17日 | 35     | 鈴村健一                     | M・A・O                    |
| WSB                  | #379 | 2018年03月10日 | #460 | 2021年08月21日 | 42     | 寺島拓篤                     | 田所あずさ                 |
| ナローなワイドショー | #461 | 2021年10月23日 | #509 | 2023年10月21日 | 25     | 吉野裕行                     | 松澤千晶                   |
| 夜NA夜NAサタデー     | #510 | 2023年12月16日 |      |                | 放送中 | 森川智之 天津飯大郎 鈴木達央 | 津田美波 大和田仁美 上田瞳 |

### 初期
- 矢尾一樹
- アシスタント - 桂亜沙美 → 福愛美 → 浜田翔子

#1（2002年6月）から#61（2004年12月）までの31か月・61回。
バーの店内風のスタジオで収録されていた。初回は1時間スペシャルで放送された。
アシスタントは2002年 - 2004年のAT-Xイメージガールが担当し、新しいイメージガールが選ばれる度に交代した。

### 櫻井探偵事務所
- 櫻井孝宏
- 浜田翔子
- リポーター - 加藤英美里、儀武ゆう子、板東愛、久嶋志帆
- ナレーター - 倖月美和

#62（2005年1月）から#93（2006年3月25日）までの15か月・32回。
「探偵事務所」という設定で、マンションの一室風のスタジオで収録されていた。
リポーターはイベントなどのリポートコーナー（毎回0 - 2本程度）で1人ずつ登場した。なお、久嶋は後述の『櫻井孝宏の（笑）』で最終回までナレーターとして出演を続けた。
浜田は初代のシリーズから継続して出演していたが、休演となる回が多く、不在の回ではリポーターの1人が代わりにスタジオに登場した。
2013年12月29日に『櫻井孝宏の（笑）櫻井探偵事務所 一夜限りの復活SP』のタイトルで、後述の『櫻井孝宏の（笑）』の一企画の扱いで単発特番として復活した。ゲストは藤原啓治、市来光弘、斎藤桃子、赤﨑千夏。

### AT-X学園
- 岸尾だいすけ（教師）
- 神吉綾子 → 稲村優奈（生徒）
- ナレーター - 萩原えみこ

#94（2006年4月21日）から#152（2008年9月19日）までの30か月・59回。
「学園」にちなみ、学校の教室風のスタジオで収録されていた。
神吉が2007年5月いっぱいで芸能界を引退したため、#124（2007年7月15日）が最後の出演となった（番組内では「休学」と伝えられた）。続く8月は生徒役が不在で、#127（9月1日）からは稲村が「転入生」として登場した。
番組当初は神吉が週変わりでコスプレを披露するコーナーがあった。

### だぶるあ〜る
- 小山力也 (R-1、R-I)
- 田中理恵 (R-2、R-II)
- ナレーター - 萩原えみこ（代理 - 水野マリコ）

#153（2008年10月2日）から#230（2011年12月18日）。2011年6月で放送期間が32か月に達し、歴代最長を突破した。
「だぶるあ〜る」（ダブルR）は2人のイニシャル「Rikiya」と「Rie」より。2人は番組冒頭では「R-1（アールワン）」「R-2（アールツー）」（「R-I」「R-II」とも）と名乗る。
あ〜る星から到来した宇宙船「あ〜る号」内から地球のアニメ・声優関連情報をレポートするという設定。スタジオはあ〜る号船室内という設定だが、和室のセットであった。

### しもがめ
- 下野紘
- 大亀あすか
- ナレーター - 水野マリコ

#231（2012年1月1日）から放送開始。
オレンジ色の壺の中という設定のスタジオから「ジョリーグッドなつぼ型声優バラエティ番組」と称して放送された。このシリーズより、Twitterを利用して視聴者からの投稿を受け付けるようになった。
番組内では二人によるコントが行われ、コント部分の総集編が単独番組として放送されたこともあった。
2015年3月に終了となったが、翌4月より『しもがめ』という番組名で『Club AT-X』から独立し、東京都内を中心とした野外ロケ形式の番組にリニューアルされた。

### すずまお荘
- 鈴村健一
- M・A・O
- ナレーター - 髙階俊嗣、ミス・モノクローム（2015年12月まで）→堀江由衣（2016年1月以降）

#309（2015年4月4日）より放送開始。アパートの一室という設定である。
ナレーターの堀江は、当初は担当するキャラクターのミス・モノクロームとして出演していたが、2016年1月以降は堀江本人として出演するようになった。

### WSB 〜ワールド シークレット ベース〜
- 寺島拓篤
- 田所あずさ
- ナレーター - 白石稔（ボス）、野水伊織（女ボス）

#379（2018年3月10日）より放送開始。AT-Xの倉庫地下にある秘密基地という設定である（一部の回のみ、バーの店内風のスタジオで収録されていた）。
ナレーターの白石と野水はスタジオの机上に配置されている「ボス」（小型のロボット）の声も担当しており、番組の進行役も兼ねている。白石・野水のいずれか一名が出演し、野水が担当する回ではロボットの胸元にリボンが取り付けられ「女ボス」と名乗っていた。両者共に、特別編といった一部の企画では顔出しで出演したこともあった。
新型コロナウイルス感染症への対策として、2020年6月と7月の計4回の放送分は通常の収録を休止し、ゲストなしのリモート収録による特別企画に変更。8月1日放送分よりゲストありの通常の収録に戻ったが、ゲストは別室からの出演となり、スタジオ中央のモニターを通じて番組に参加した（ゲストが2名以上の場合、うち1名はスタジオに同席した回もあった）。
2021年9月に終了し、前述の『しもがめ』と同様に同年11月より『とにかくゆるく過ごしたい!』という番組名で『Club AT-X』から独立した。野外ロケ形式の『しもがめ』に対し、こちらはシェアハウスという設定のハウススタジオでの収録となっている。従来はナレーターだった白石と野水も顔出しで出演している。

### ナローなワイドショー
- 吉野裕行
- 松澤千晶

#461（2021年10月23日）より放送開始。
AT-Xが発行する情報誌「ナローワイド」の編集部という設定で、スタジオはクロマキー合成となっている。
アニソン歌手がゲスト出演する場合、登場時にはスタジオでアニメ作品の主題歌の生歌唱が行われた。
本シリーズでは初めての生放送が度々行われ、放送時間も通常の30分から1時間に拡大される回もあった。

### 夜NA夜NAサタデー
- 森川智之（とりあえず生!）
- 天津飯大郎（とりあえず生!）
- 鈴木達央（music＆frank）
- 津田美波（22時のおやつ）
- 大和田仁美（22時のおやつ）
- 上田瞳（22時のおやつ）
- 市ノ瀬加那（E、ナレーションのみ）

#510（2023年12月16日）より放送開始。サブタイトルは「よなよなサタデー」と読む。複数の番組が制作されており、その中から週ごとにいずれか1本を放送する。
『とりあえず生!』はシリーズ初回の#510より放送開始。先代の『ナローなワイドショー』と同様の体裁のトーク・情報番組で、番組名の通り生放送となる。初回を除き、『ナローなワイドショー』と同様にクロマキー合成のスタジオからの放送。天津飯大郎は#513（2024年2月3日放送分）まで旧芸名の「向清太朗」（本名）および「天津向」名義で出演していたが、改名後の#516（2024年4月6日放送分）より現在の名義で出演している。
『music＆frank』は#511（2024年1月6日放送分）より放送開始。アニソン歌手などのアーティストをゲストに招いてのトーク番組で、番組終盤にはゲストによるライブコーナーがある。先代の『ナローなワイドショー』におけるゲストコーナーを踏襲した番組で、こちらもクロマキー合成のスタジオで収録されている。
『22時のおやつ』は#514（2024年2月17日放送分）より放送開始。上記の女性声優3名によるバラエティ番組で、6代目の『すずまお荘』までと同様に出演者によるトークや企画が中心の番組である。番組初回での話し合いの結果、番組内では3人組のことを「よなよな〜ず」と名乗っている。ワンルームマンションのような洋室のセットで収録されており、ゲストはインターホンを鳴らして部屋に入る形式で登場する。ナレーターは毎回交代する。
『E』は#519（2024年5月18日放送分）より放送開始。シリーズ開始当初はラインナップになく、後に追加された。毎回テーマを決め、番組スタッフが特定のエリアで撮影した映像をベースに、ナレーターの市ノ瀬がテーマにちなんだ施設などを紹介する。関係者などへのインタビューの際、番組スタッフからの質問などは市ノ瀬によるアテレコで放送される。
2024年3月23日には、AT-Xが有料会員制の動画配信サイト『AT-DX』を開設し、各シリーズの放送回が順次配信されるようになった。

## 櫻井孝宏の（笑）
『Club AT-X』の放送日が一か月間に5週ある場合、その最終週に放送されていた番外編（2008年3月のみ第1日曜日に放送）。櫻井がゲストと共に様々な企画を行う。『（笑）』は「かっこわらい」と読む。
- 櫻井孝宏
- ナレーター - 久嶋志帆

2006年7月30日に第1回が放送され、以降は第5日曜日がある3か月に1回のペースで放送された。2013年以降は年末年始にも特番として放送された。
櫻井の主宰劇団「joy2006」の盗作問題による一部活動自粛に伴い、第2回は後述の単発特番『声優戦線異状なし!?』に差し替えられた。2007年4月29日より再開された。
2016年7月29日、放送10周年を記念するメモリアルブック『櫻井孝宏の（笑）メモリアルブック〜HAPPY 10TH ANNIVERSARY〜』が発売された。

### 声優戦線異状なし!?
- 清水香里
- 下野紘
- ナレーター - 儀武ゆう子

2006年10月29日、前述の理由で『櫻井孝宏の（笑）』が休止されたことによる単発番組。ゲストは大原さやか。

### 放送リスト
| 回   | 放送日         | ゲスト                                               | 内容 |
| ---- | -------------- | ---------------------------------------------------- | --- |
| 1    | 2006年7月30日  | 松風雅也                                             | 料理をかけた爆笑＆爆勝のトークバトル                                                                          |
| 2    | 2007年4月29日  | 井上喜久子                                           | 櫻井が最も苦手する「料理」。ハンバーグを井上と協力して作る。                                                  |
| 3    | 2007年7月29日  | 下野紘                                               | ジャッジ役の後輩声優・加藤英美里、板東愛、鎌田梢の3人から出されたお題に対して、どちらがステキな先輩かを競う。 |
| 4    | 2007年9月30日  | 水島大宙                                             | 釣り堀で釣りをし、メンズエステで癒しの時を楽しむ。                                                            |
| 5    | 2008年3月2日   | 広橋涼                                               | 駄菓子屋バーで遊んだ。                                                                                        |
| 6    | 2008年6月29日  | 柿原徹也                                             | 体育館でスポーツ対決。                                                                                        |
| 7    | 2008年8月31日  | 野中藍                                               | 鍋の代金を掛けて利き日本酒対決をし、その後怪談を聞く。                                                        |
| 8    | 2008年11月30日 | 鈴村健一                                             | 鉄道博物館 |
| 9    | 2009年4月5日   | 宮田幸季                                             | ケーキ作りに挑戦!!                                                                                            |
| 10   | 2009年5月31日  | 後藤邑子                                             | 高円寺でゲーム対決                                                                                            |
| 11   | 2009年8月30日  | 加藤英美里、鹿野優以                                 | 運だめし「オリジナルすごろく」に挑戦                                                                          |
| 12   | 2009年11月29日 | 入野自由                                             | ナムコ・ナンジャタウンで対決合戦                                                                              |
|      | 2009年12月24日 | 下野紘、羽多野渉、名塚佳織、日笠陽子、井口裕香       | クリスマススペシャル                                                                                          |
| 13   | 2010年10月31日 | 下野紘、羽多野渉、名塚佳織、日笠陽子、井口裕香       | クリスマススペシャル はみだし総集編                                                                           |
| 14   | 2010年5月30日  | 仙台エリ、松風雅也                                   | 番組HD化。櫻井×仙台の食わず嫌い対決。                                                                         |
| 15   | 2010年8月29日  | 鈴木達央                                             | お皿を回してみたり、トランプの使い手になってみたりと大技・小技に挑戦                                          |
| 16   | 2010年10月31日 | 大原さやか、新井里美                                 | 声優裁判 |
|      | 2011年1月2日   | 小清水亜美、MAKO、遊佐浩二                           | 新春スペシャル                                                                                                |
| 17   | 2011年5月29日  | 内山昂輝                                             | |
| 18   | 2011年7月31日  | 金元寿子、小見川千明                                 | 櫻井孝宏に新しいキャラ設定を作ろう                                                                            |
| 19   | 2011年10月30日 | 寺島拓篤                                             | 外ロケ |
|      | 2012年1月1日   | 井上和彦、矢尾一樹、田村睦心                         | 先輩&後輩ぶっちゃけトークSP                                                                                   |
| 20   | 2012年4月29日  | 森久保祥太郎、儀武ゆう子                             | 櫻井孝宏を真っ裸に徹底解剖⁉                                                                                   |
| 21   | 2012年7月29日  | 真田アサミ、明坂聡美                                 | 現代の就職事情と就職のテクニックを勉強                                                                        |
| 22   | 2012年9月30日  | 杉山紀彰                                             | 料理 |
|      | 2013年1月6日   | 野島健児、甲斐田裕子、藤村歩、前野智昭               | 激論？新春トークバトルSP                                                                                      |
| 23   | 2013年3月31日  | 興津和幸                                             | 友達の作り方をドキュメントタッチ(？)でお届け                                                                  |
| 24   | 2013年6月30日  | 小林ゆう                                             | マナー教室に挑戦                                                                                              |
| 25   | 2013年9月29日  | 福山潤                                               | 童心に帰って最新アイテムや便利グッズで遊ぼう！                                                                |
|      | 2013年12月29日 | 藤原啓治、市来光弘、斎藤桃子、赤﨑千夏               | 櫻井探偵事務所 一夜限りの復活SP                                                                               |
| 26   | 2014年3月3日   | 間島淳司、内山夕実                                   | お土産に最適？なご当地グルメを紹介                                                                            |
| 27   | 2014年6月29日  | 江口拓也、上坂すみれ                                 | 櫻井の誕生日パーティーを開催！                                                                                |
| 28   | 2014年8月31日  | 鷲崎健、芹澤優                                       | 学力チェック！                                                                                                |
|      | 2014年12月28日 | 小野友樹、木村良平、下田麻美                         | 愛の懺悔室＆ガチンコクイズバトル！SP                                                                          |
| 29   | 2015年3月29日  | 花江夏樹、茜屋日海夏                                 | 俳句に挑戦！                                                                                                  |
| 30   | 2015年5月30日  | 立花慎之介、巽悠衣子                                 | 日本横断味めぐりクイズ 第2弾                                                                                  |
| 31   | 2015年8月29日  | 佐藤拓也                                             | バーベキュー！                                                                                                |
|      | 2016年1月1日   | 梶裕貴、潘めぐみ、上田麗奈、大西沙織                 | 2016 女子会VS男子会SP                                                                                         |
| 32   | 2016年1月30日  | 梶裕貴、潘めぐみ、上田麗奈、大西沙織                 | 2016 女子会VS男子会SPの未公開映像集                                                                           |
| 33   | 2016年4月30日  | 代永翼                                               | お友達作り企画第二弾                                                                                          |
| 34   | 2016年7月30日  | 小林裕介                                             | 大人の社会見学体験！                                                                                          |
| 35   | 2016年10月29日 | 徳井青空                                             | オカルト専門誌○○に潜入⁉                                                                                       |
|      | 2017年1月      | 浅沼晋太郎、千菅春香、石井マーク、藤田茜             | 2017 今年も波乱万丈SP！                                                                                       |
| 36   | 2017年4月29日  | 小野賢章                                             | ビリヤード |
| 37   | 2017年7月29日  | 山本希望、山下大輝                                   | 日本横断味めぐりクイズ 第3弾                                                                                  |
| 38   | 2017年9月30日  | 小山剛志                                             | 屋形船 |
|      | 2017年12月30日 | 藤田咲、山下七海、古川慎、小山力也                   | 年忘れSP タカピロと3つの試練                                                                                  |
| 39   | 2018年9月15日  | 八代拓                                               | 動物園 |
| 前編 | 2019年1月5日   | 池澤春菜、逢坂良太、相羽あいな、河西健吾、三澤紗千香 | 新春SP タカピロ、喫茶店はじめました                                                                           |
| 後編 | 2019年1月19日  | 池澤春菜、逢坂良太、相羽あいな、河西健吾、三澤紗千香 | 新春SP タカピロ、喫茶店はじめました                                                                           |

## Club AT-X やっぱりアニメが好き。
2002年10月13日から2004年3月28日まで文化放送で放送されていたアニラジ番組。
パーソナリティーは、浅川悠・松岡由貴・金田朋子の「三姉妹」と、2003年1月からは2003年度AT-Xイメージガールの福愛美。
AT-XのPRコーナーも存在し、キャンペーンガールも毎年ごとに交代していた。公開録音が幾度か行なわれた。

### コーナー
三姉妹物語（仮）
ユウ・ユキ・トモの三姉妹が登場するラジオドラマ。
CD『やっぱり劇場やや連続 ドラマCD 魔女っ子三姉妹物語』（2003年11月2日）・『やっぱり劇場 不連続三姉妹物語 第1巻』（2004年1月31日）がリリースされた。
スナックひろみ
浅川のコーナー。
白やぎミステリー研究所テケテケメー
松岡のコーナー。
朋子の三人で一人前とことで
金田のコーナー。

### ドラマCD
- Club AT-X やっぱりアニメが好き。 やっぱり劇場やや連続 ドラマCD 魔女っ子三姉妹物語（2003年11月2日）
- Club AT-X やっぱりアニメが好き。 やっぱり劇場 不連続三姉妹物語 第1巻（2004年1月31日）

| 文化放送 日曜21:30-22:00 | 文化放送 日曜21:30-22:00         | 文化放送 日曜21:30-22:00 |
| 前番組                   | 番組名                           | 次番組                   |
| ------------------------ | -------------------------------- | ------------------------ |
| Unun                     | Club AT-X やっぱりアニメが好き。 | 集英学園乙女研究部       |